# Subteniente
El subteniente o teniente segundo es un empleo de oficial subalterno en las Fuerzas Armadas de algunos países. En España es un empleo de suboficial.

## Variación

### Argentina
En Argentina, subteniente es el grado de menor jerarquía dentro de los oficiales subalternos del Ejército (equivale a un guardiamarina de la Armada o a un alférez de la Fuerza Aérea). Los egresados del Colegio Militar de la Nación adquieren este grado al terminar sus estudios, e inician su carrera como oficiales.

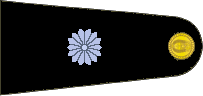
Charretera de subteniente del Ejército Argentino.

### Chile
En el Ejército de Chile, subteniente es un grado de oficial al que ascienden los egresados de la Escuela Militar del Libertador Bernardo O'Higgins luego de cuatro años de formación. Es el grado que viene después del de alférez.
En Carabineros de Chile, subteniente es un grado de oficial al que ascienden los aspirantes a Oficiales una vez egresados de la  Escuela de Carabineros del General Carlos Ibáñez del Campo. Este grado está representado con una estrella solitaria, es ocupado en el hombro del uniforme.
En la Gendarmería de Chile este rango lo adquieren los egresados de la Escuela de Gendarmería del General Manuel Bulnes Prieto, y en lo referente a su simbología utiliza actualmente galones con forma de presilla sencilla con una estrella solitaria plateada brillante al igual que el Ejército y Carabineros, pero el diseño de la mencionada presilla es de color blanco. Se han utilizado varios distintivos de grados diferentes a lo largo de la historia de Gendarmería, desde la creación de la institución se usaron presillas sencillas doradas con una estrella idéntica a la del Ejército, pero luego en los años ochenta, durante el régimen de Pinochet, se implementó el empleo de galones tipo pala verde boldo y encima de los galones se usaba una única estrella opaca.
En la Armada de Chile lo adquieren los egresados de la Escuela Naval Capitán Arturo Prat, el grado de subteniente utiliza un galón dorado (de siete milímetros) en la bocamanga con una estrella doraba.  
Un teniente segundo lleva dos galones delgados. Su grado inmediato superior es el teniente primero y su inmediato inferior el subteniente. Se accede al grado de teniente segundo después de haber permanecido tres años en el grado inmediato inferior.
En la Fuerza Aérea de Chile (FACh) lo adquieren los egresados de la Escuela de Aviación del Capitán Manuel Ávalos Prado, la insignia del subteniente se compone de un galón de color azul celeste (de 8 mm) sobre la manga (lo que se conoce como bocamanga), con una estrella del mismo tono, fruto de la tradición naval que la FACh heredó de la Armada después de su creación y unificación de los servicios aéreos del Ejército y la Armada de Chile en la década de 1930.
| Rango                 | Ejército de Chile | Armada de Chile | Fuerza Aérea de Chile | Carabineros de Chile | Gendarmería de Chile |
| --------------------- | ----------------- | --------------- | --------------------- | -------------------- | -------------------- |
| Oficiales Subalternos | Subteniente       | Subteniente     | Subteniente           | Subteniente          | Subteniente          |
|                       |                   |                 |                       |                      |                      |

### Colombia
En Colombia, subteniente es el segundo grado del escalafón de Oficiales (después del grado de Alférez en Ejército, Fuerza Aérea y Policía o Guardiamarina en la Armada, que se obtiene al empezar a cursar el último año de escuela), al que ascienden los egresados de las distintas Escuelas de Formación de Oficiales tanto de las Fuerzas Militares como de la Policía Nacional.

Insignia de subteniente del Ejército.
Insignia del subteniente (Infantería de Marina)/teniente de corbeta (Armada).
Insignia de subteniente de la Fuerza Aérea.
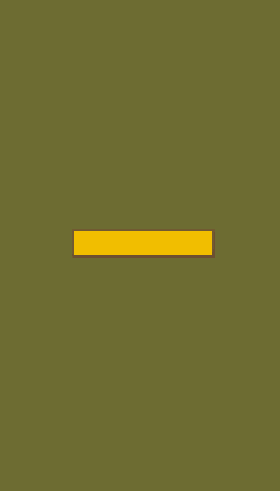
Insignia de subteniente de la Policía Nacional.

### Ecuador
En Ecuador el subteniente es el grado militar más bajo de los oficiales subalternos asignados a los excadetes de la escuela de las Fuerzas Armadas, siendo de más rango o antigüedad que el personal de tropa desde los soldados hasta los suboficiales mayores.

### España
En España es uno de los empleos militares de la categoría de suboficial en los Ejércitos de  tierra, del aire, de la Armada y de la Guardia Civil, que se sitúa entre los empleos de brigada y suboficial mayor (mayor rango entre los suboficiales), y al que se asciende por el sistema de selección (concurso de méritos entre los evaluados para el ascenso).
En el ámbito de los países que forman parte de la OTAN, al grado de subteniente le corresponde el código OR-9 según la norma STANAG 2116 que estandariza los grados del personal militar.
La Escala de Suboficiales, a la que pertenecen, tiene una formación de las más exigentes y largas de las naciones de la OTAN, habiéndose ganado un gran prestigio, que se hace extensible, tanto a subordinados como a jefes.
Se empieza a utilizar en 1702, introducido por el rey Felipe V, en esos momentos era el primer grado de la escala de oficiales, después estaba el teniente segundo o teniente. En 1867 se convierte en el de alférez usado actualmente como empleo académico de los alumnos de las Academias Militares de Oficiales, como rango de los oficiales reservistas voluntarios, así como el primer empleo de los Oficiales de Complemento. Se recupera en 1931 esta vez encuadrado dentro del recién creado Cuerpo de Suboficiales (su divisa era una estrella de 5 puntas), siendo su rango más alto hasta 1989 (se le añade a la divisa un ángulo encima de la estrella) .

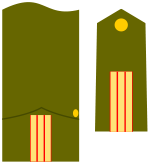
Divisa de subayudante[5] del Ejército de Tierra (1931-1934)
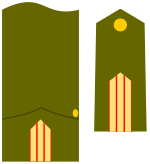
Divisa de subayudante[5] del Ejército de Tierra (1931-1934)
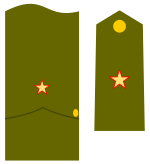
Divisa de subteniente del Ejército de Tierra  (hasta 1935[6] y 1960-1989)
Divisa de subteniente Ejército de Tierra (1989-)
Divisa de subteniente de la Armada
Divisa de subteniente de Infantería de Marina
Divisa de subteniente del Ejército del Aire y del Espacio
Divisa de subteniente de la Guardia Civil

### México
En México el grado de subteniente es el de menor jerarquía dentro de los oficiales, y se obtiene después de egresar del Heroico Colegio Militar después de 4 años, o por méritos propios (desde la incorporación a la fuerza como soldado raso hasta conseguir el grado de oficial).
En la armada de México (la Marina Mexicana) el grado de subteniente ha tenido varias denominaciones, "primer maestre" (1.er Mtre), "primer contramaestre" (1.er Contramtre.), "primer condestable" (1.er condestable) o "guardiamarina", reservándose esta última denominación para los oficiales de menor jerarquía egresados de la "Heroica Escuela Naval Militar".
A las otras jerarquías se puede acceder de tres formas.  La primera es egresando de algunas de las escuelas de formación superior de la armada donde se estudia por una cantidad variable de años (enfermería, medicina, ingenieros).  La segunda es mediante ascensos subsecuentes del personal que se incorporó al servicio activo con menor rango.  Y la tercera es por contratación directa de algún personal que se incorpora al servicio activo y ya cuenta con un grado académico previo, generalmente licenciatura o equivalente.  Estos últimos oficiales se subclasifican en "de cuerpos", "de servicios" o "de escala".

### Perú
En el Ejército del Perú, subteniente es el primer grado de la jerarquía militar del oficial en las Armas y Servicios del Ejército, específicamente dentro de las armas de Infantería, Ingeniería y Comunicaciones y los servicios de Intendencia y Material de Guerra; también funciona como el primer estamento oficial subalterno. Es también llamado alférez en las armas de Caballería y Artillería, denominándoseles de dicha manera solo por tradición, siendo en realidad el grado equivalente.
En la Marina de Guerra del Perú teniente segundo es un oficial que tiene no menos de cuatro años de antigüedad. Está, en rango, por debajo del de teniente primero. Después de ser evaluados los alféreces de fragata que cumplan los requisitos del grado, acceden a él y pueden ser destinados a servir en los buques de la escuadra peruana o en las dependencias y bases navales del territorio de la República del Perú ubicadas en costa, sierra o selva.
Se les reconoce por llevar en la bocamanga del traje de invierno color negro, una franja dorada gruesa y una franja de igual color más delgada encima con un sol dorado encima del galón y en el uniforme de verano, blanco, un par de caponas sobre el hombre de color negro y atravesado en forma perpendicular al hombro las mismas franjas dorada ancha y delgada y hacia el cuello, el sol de guerra dorado. El tiempo de permanencia en este grado es de cinco años. Para acceder a este grado se necesita haber permanecido tres años en el grado de alférez de fragata y haber cumplido los requisitos para este grado.
El teniente segundo, conjuntamente con los grados de alférez de fragata y teniente primero, se les cataloga en la Marina de Guerra del Perú, en forma genérica como "oficiales subalternos". Los asimilados de las universidades del Perú, es decir, que tienen grado académico de bachiller, ingresan a la marina con este grado y los que tienen título profesional obvian ambos grados y son incorporados con el grado de teniente primero.
Es costumbre en la Marina de Guerra del Perú adicionar al grado la especialidad, es decir, si el oficial es de la especialidad de "comando general" se le añade las letras "AP" (Armada Peruana), si es de la especialidad de medicina se le adiciona SN(MC), SN(O), que significan respectivamente: "Sanidad Naval (Médico Cirujano)" y "Sanidad Naval (Odontólogo)". De igual modo el "sol de guerra" indica que la especialidad es de "Comando General"; para los médicos se reemplaza este por la insignia de la medicina y así para cada especialidad.
En el Ejército del Perú, el equivalente sería el de teniente EP, donde "EP" indica "Ejército Peruano" y en la Fuerza Aérea, el equivalente es el de teniente FAP, donde "FAP" indica "Fuerza Aérea del Perú".

### Paraguay
El grado de Subteniente se utiliza en el ejército y en la fuerza aérea, excepto en la armada que sería lo mismo que un Guardiamarina y en la Policía Nacional que es Oficial Ayudante, es la menor de todas las jerarquías en el cuadro de Oficiales de las fuerzas armadas son Oficiales Subalternos y le antecede a los Suboficiales sin importar los años de servicios prestados a la institución y al estudiante militar ya sea Cadete, Subrigadier, Brigadier y Brigadier Mayor en la Academia Militar "Mariscal Francisco Solano Lopez" (Academil)

### Venezuela
Hasta 1999 el rango del subteniente era el inferior de los oficiales subalternos. Actualmente este rango fue eliminado y fue reemplazado por el de teniente (los tenientes pasan a ser primer teniente).